# قصور (باكستان)
قصور هي مدينة، في باكستان، تتبع مديرية قصور ‏، بلغ عدد سكانها 358,409 نسمة.

## أعلام
- مقتل زينب أنصاري
- أصغر علي
- بلهي شاه
- نور جهان
- يوسف خان